# Дыйда

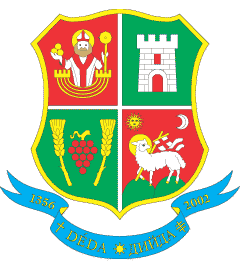
Герб села Дыйда

Дыйда (укр. Дийда, венг. Beregdéda) — село в Великобыйганьской сельской общине Береговского района Закарпатской области Украины.
Село находится на юге Береговского района, Закарпатской области на расстоянии 7 км от районного центра и железнодорожной станции Берегово. В 3 км от украинско-венгерской границы. Через село проходит автодорога Берегово — Чоп.
Население по переписи 2001 года составляло 2013 человек. Почтовый индекс — 90234. Телефонный код — 03141. Занимает площадь 2,1 км². Код КОАТУУ — 2120483603.

## История
На территории села обнаружены поселения эпохи меди (3 в. до н. э.), бронзы (2 в. до н. э.), раннего железа (4—8 века до н. э.) и древнерусское городище (XI—XIII в.), известное под названием «Озерный замок».
Первые упоминания о Дыйде встречаются в письменных источниках 1356 г. Оно принадлежало венгерскому королевству. Территорией владела семейство Хомоки. В хронике также упоминается, что в 1440 г. Хомоки отдали эти земли в залог. Некоторое время поселение входило в состав Мукачево.
В 1566 г. село подверглось опустошительному нападению крымскотатарских орд, и часть жителей была угнана в рабство. На протяжении многих лет здесь проводил собрания Береговской дворянский комитат.
В 1995 г. селу возвращено историческое название

## Достопримечательности
- Реформаторская церковь (1556 г.). Современная каменная церковь была построена в XΥ в. В 2003 г. осенью её отреставрировали и украсили.
- Греко-католическая церковь (1878 г.).
- Монумент в память о погибших в Первой мировой войне местных жителях.
- Замок «Товар» — археологический памятник XII—XIII в.